# Жарко Команин
Жарко Команин (Никшић, 3. децембар 1935 — Београд, 26. јун 2010) био је српски књижевник. Право презиме му је Јовановић.

## Биографија
Српски књижевник Жарко Команин рођен је 3. децембра 1935. године у селу Дреновштица, срез Никшићки, у учитељској породици. Гимназију је завршио у Никшићу 1954, а Филозофски факултет (Група за југословенску и светску књижевност) у Београду 1960. године.
Од 1960. до 1962. радио је као драматург у београдском Савременом позоришту. Од 1964. до 1969. радио је као референт за културу у Главном одбору ССРН Србије, а од 1969. до 1974. као професионални позоришни критичар Вечерњих новости, где је почео да објављује позоришне критике још 1964. и до 1972. потписивао их именом Жарко Јовановић. Од 1974. до 1978. је био у статусу слободног уметника, а 1979. се запослио као драматург у Народном позоришту у Београду, где је остао до пензионисања, 2001. године.
Активно се залагао за очување државног заједништва Србије и Црне Горе у оквиру некадашње Савезне Републике Југославије (1992-2003), а потом и у оквиру Државне заједнице Србије и Црне Горе (2003-2006). Почетком 2005. године, постао је један од оснивача Покрета за европску државну заједницу Србије и Црне Горе у Србији.
Жарко Команин преминуо је у Београду, 26. јуна 2010, а сахрањен је у Никшићу.

## Књижевно дјело
У књижевној јавности Команин се огласио причом „Бјегунац“, објављеном у „Студенту“ 1956. године. Књижевно дело Жарка Команина обухвата романе и драму, као и филмске сценарије и драматизације. Године 1972. забрањена му је драма „Пелиново“ у Црногорском народном позоришту, и ни до данас није играна у Подгорици. Дела су му превођена на француски („Преступна година“) руски („Провалије“), словачки („Колијевка“) и македонски језик („Пелиново“).
Драме су му извођене у скоро свим позориштима српског језичког подручја: Београду, Подгорици, Зеници, Приштини, Крагујевцу, Зајечару, Зрењанину, Субитици, Новом Саду, Мостару, Загребу и Скопљу, затим на сценама великог броја аматерских позоришта у бившој Југославији и садашњој Србији и Црној Гори.
Команин је објавио следећа дела: „Пророк“, драма, Београд, 1969; „Пелиново“, драма, Београд, 1972; „Огњише“, драма, Београд, 1973; „Колијевка“, роман, Београд, 1976, 1977, 1982, 1991, 1992, 1994; „Костанићи“, роман, Београд, 1978, 1991; „Провалије“, роман, Београд, 1979, 1989; „Преступна година“, роман, Београд, 1982, 1983, 1991, 1994; „Тимочка буна“, драма, 1983; „Вожд Карађорђе и кнез Милош“, драма, Београд, 1994; „Господ над војскама“, роман, Београд, 1995, 2001; „Годо је дошао по своје“, драма, Београд, 2002; „Закопано и откопано“, приче, Београд, 2002; „Ако те заборавим, мој оче“, роман, Београд, коло СКЗ за 2005. годину. Аутор је сценарија за филм „Јована Лукина“.
О књижевном делу Жарка Команина објављена је књига, чији је аутор Милош Јевтић, „Пелин Жарка Команина“, Београд, 2005, као и зборник радова „Ако те заборавим, мој оче“, уредник: Јован Делић, Нови Сад, 2011.